# Subcuenca hidrográfica
Subcuenca hidrográfica, también subcuenca, y según la Directiva Marco del Agua, hace referencia a las partes  en que se puede dividir una cuenca hidrográfica, definiéndose las subcuencas como la superficie de terreno cuya escorrentía superficial fluye en su totalidad a través de una serie de corrientes, ríos y, eventualmente, lagos hacia un determinado punto de un curso de agua, siendo este punto de confluencia en que desemboca el río principal que conforma la subcuenca, y a su través, esa subcuenca.
Según algunas definiciones, como la del D.L.E., se puede crear cierta confusión, al considerarse subcuenca, que no es definida en ese diccionario, como equivalente a cuenca hidrográfica, aun cuando esa misma definición de cuenca considera el territorio cuyas aguas afluyen todas a un mismo río, lago o mar.
La subcuenca, y según la primera definición del MITECO, se caracteriza por desembocar en un lago o, generalmente, en un río de orden superior, dando lugar a diferente modos de clasificación de las redes de drenaje, como el Sistema de Codificación Pfafstetter, método jerárquico de codificación hidrológica de cuencas hidrográficas.